# Какурэ-кириситан

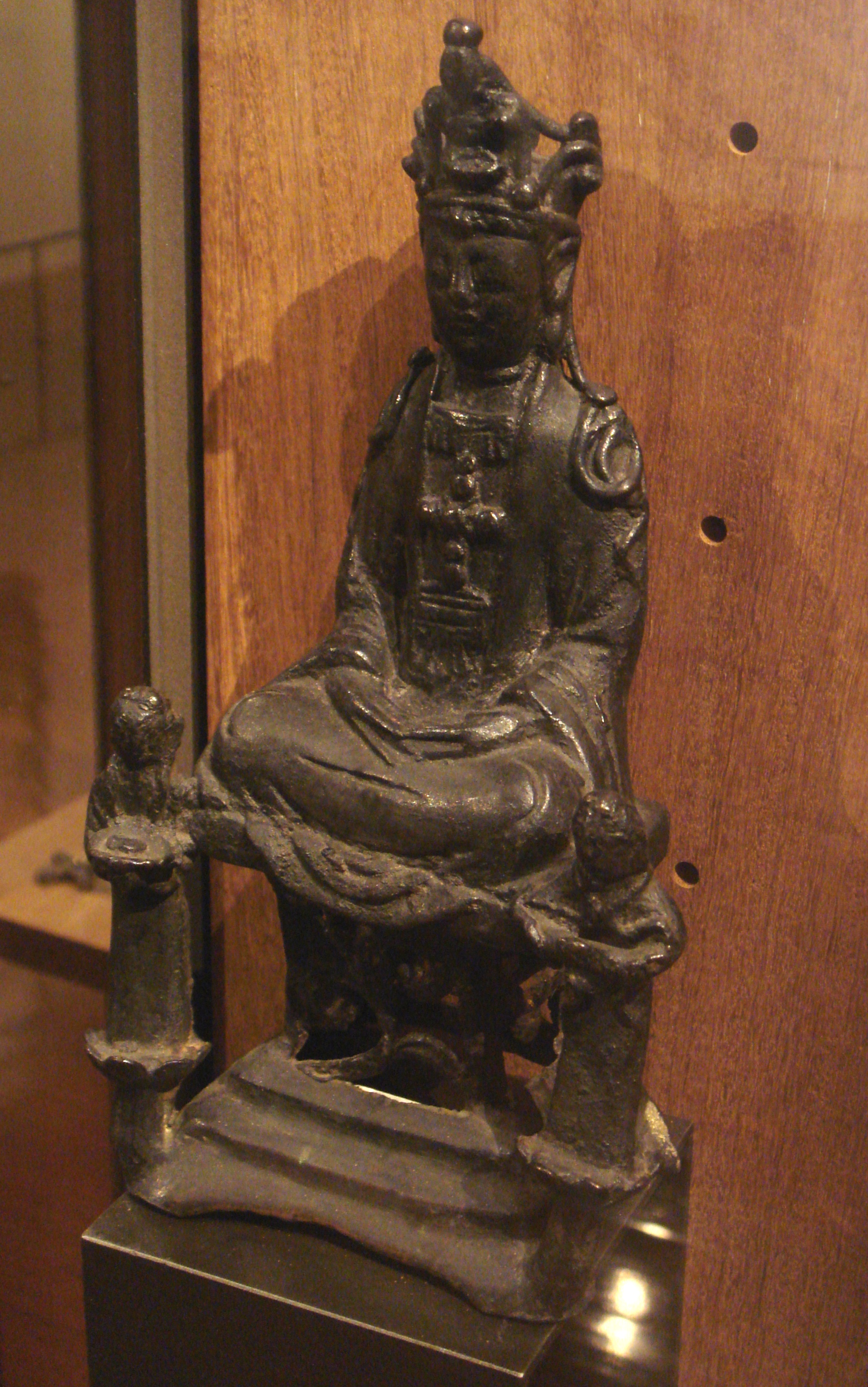
Статуя Девы Марии, изготовленная в виде бодхитсаттвы Авалокитешвары, на груди которой изображён крест. Статуя хранится в Париже в музее миссионерской конгрегации «Парижское общество заграничных миссий»

Какурэ-кириситан (яп. 隠れキリシタン, подпольные христиане) — современный термин в японском религиоведении, обозначающий японских христиан, исповедовавших свою веру в подпольных условиях в течение XVII—XIX веков во время периода Эдо, когда в Японии у власти находилось военное правительство сёгунат Токугава. Термин также используется по отношению к современным псевдохристианским японским религиозным группам, использующим в своей духовной практике христианско-буддийский синкретизм.

## История
В начале XVII века сёгунат Токугава запретил христианство в Японии после Симабарского восстания. Из страны были изгнаны европейские миссионеры и начались массовые казни и репрессии, из-за которых многие христиане стали скрывать свою веру и исповедовать её в подпольных условиях. Основными районами проживания какурэ-кириситан были северо-западные районы Кюсю, остров Хирадо, западная часть полуострова Ниси-Соноги, острова Гото, города Ураками и Амакуса.
Какурэ-кириситан передавали свою веру из поколения в поколение и скрывали её от окружающих и властей, объявляя себя буддистами. Формально какурэ-кириситан были приписаны к местным буддийским или синтоистским монастырям. Какурэ-кириситан находились под постоянным надзором японской полиции. Ежегодно в восьмой день первого месяца какурэ-кириситан проходили официальную процедуру фуми-э, во время которой они должны были доказывать свою лояльность властям попранием христианских символов. Однако, несмотря на преследования, какурэ-кириситан почитали в подпольных условиях иконы и статуи Иисуса Христа, Богородицы и святых, которые были изготовлены согласно буддийским канонам. Сёгунат Токугава иногда выявлял подпольные христианские общины и производил показательные казни, однако не мог своими репрессивными действиями окончательно искоренить подпольное христианство среди японцев.
Подпольными общинами какурэ-кириситан, называемые «мон», руководили неформальные лидеры, которые назывались «хоката» или «удзиваку». Эти лидеры, сведущие в христианском учении, отвечали за исполнение литургического календаря, сохранение церковного учения и правильного чтения молитв на латинском языке. Часто должность неформальных лидеров передавалась по наследству. В подпольных общинах были «мидзуката», ответственный за проведение таинства крещения и «осёката», занимавшийся катехизацией. Среди какурэ-кириситан также практиковалась исповедь перед другим членом общины.
Отсутствие христианских священнослужителей, устная передача вероучения и использование священных предметов, изготовленных согласно буддийским канонам привели к христианско-буддийскому синкретизму среди какурэ-кириситан. До нашего времени сохранилось единственное сочинение из 10 манускриптов «О начале неба и земли» (яп. 天地始まりのこと тэнти хадзимари но кото), в котором представлено синкретическое учение какурэ-кириситан.

## В настоящее время
В середине XIX века запрет на публичную деятельность христиан в Японии был отменён и в страну стали прибывать европейские миссионеры. Большинство какурэ-кириситан вернулись в состав Католической церкви и отказались от своей синкретической духовной практики. Небольшая часть какурэ-кириситан продолжала использовать христианско-буддийский синкретизм, отказавшись подчиняться европейским и американским христианским священнослужителям и сохранив свои обряды до сегодняшнего дня. В современном японском религиоведении эта христианская группа называется «ханарэ-кириситан». К концу XX века численность ханарэ-кириситан оценивалась в количестве около 30 000 человек. Сегодня они проживают главным образом на островах Гото.